# Petrophila fluviatilis
Petrophila fluviatilis là một loài bướm đêm trong họ Crambidae.